# Alain Terrail
Pour les articles homonymes, voir Terrail.
Alain Terrail est un magistrat français né le 11 juin 1933 à Auxerre et mort le 2 mars 2015 à Paris,.
Il fut avocat général près la Cour de Cassation.
Proche de l'UDR puis du RPR, il fut conseiller technique au cabinet du ministre de la Qualité de la vie dans le gouvernement Jacques Chirac de 1974 à 1976.
Il fit l'objet en fin de carrière d'une sanction disciplinaire (mise à la retraite d'office) pour des propos antisémites.

## Association professionnelle des magistrats
Il fut un cofondateur et dirigeant de l'association professionnelle des magistrats (APM), un syndicat de magistrats qui fut actif dans les années 1990 qui compta, entre autres, parmi ses dirigeants Yves Bot, Georges Fenech et Alexandre Benmakhlouf.
Après avoir occupé plusieurs postes de responsable au sein du syndicat, il en est président de 1988 à 1996.

## Décorations
- Officier de l'ordre national du Mérite.
- Chevalier de l'ordre du Mérite agricole (1981)[4].

## Calembour antisémite
Il fut l'auteur du calembour «Tant va Lévy au four qu'à la fin il se brûle» dans la revue de l'Association professionnelle des magistrats (APM) à propos du substitut du tribunal de Toulon Albert Lévy, alors impliqué dans la lutte contre l'affairisme toulonnais. Albert Lévy estima ultérieurement avoir été victime de rétorsion à cause des procédures qu'il avait engagées au parquet de Toulon contre le maire FN de l'époque, Jean-Marie Le Chevallier, et son épouse).
Ces propos ont entraîné une condamnation pour injure publique à caractère racial ainsi qu'une procédure disciplinaire à son encontre, laquelle a conduit, le 25 mars 1999, à sa mise à la retraite d'office par le Conseil supérieur de la magistrature ; le 18 octobre 2000, le Conseil d'État a rejeté son recours contre cette sanction.